# 黃福
黃福（1362年—1440年），字如錫，号後樂，中書省益都路濰州昌邑縣（今山東省昌邑縣）人，明朝政治人物。黃福為工部尚书。安南屬明時期，任首位交趾承宣布政使司布政使兼提刑按察使司按察使，贈太保。諡忠宣。

## 生平

### 洪武建文年间
明洪武十七年，黃福中舉人。后入太學，歷任金吾前衛經歷，時上書論國家大事，明太祖朱元璋讀後感到驚訝，升其為工部右侍郎。建文年間，明惠帝倚任黃福。靖難之役時，朱棣製奸黨二十九人名單，黃福位列其中。朱棣攻入南京應天府后，黃福迎附。李景隆指出黃福為奸黨，黃福回答道：“臣固應死，但目為奸黨，則臣心未服。”朱棣不予追問，恢復其官職。不久，升任為工部尚書。

### 永乐年间
永樂三年，陳瑛彈劾黃福不體恤工匠，於是被改為北京行部尚書。次年因事連坐，逮捕入錦衣獄，后被貶為事官。不久，恢復官職，因明軍進攻安南，其負責總督軍餉。
安南平定后，明朝改安南為交趾，史稱安南屬明時期。朱棣命黃福以尚書頭銜兼任交趾承宣布政使司布政使兼提刑按察使司按察使。當時局勢初定，戰爭為止，而事務卻更加繁重。黃福隨事制宜，使得各事皆有條理。其上疏請求統一交趾賦稅，并酌情從輕。并請求沿江設置衛所和驛站，以方便溝通交流。此外開通經常與鹽業交易，使得軍隊儲備有所保證。此外以公田補充官員俸祿不足問題。他還請求廣州給予二十萬石海運補給，均得到批准。此外，他還對交趾地區進行戶籍編制、并定賦稅、設置學校并安排教師，數次與當地民眾宣諭德意，并嚴謹下屬不要擾民。於是，安南境內得以穩定。當時，朝廷中被貶官員往往被謫交趾者眾多，黃福加以拯恤，并選有賢才者共事，於是至者如歸。鎮守中官馬騏等人虐待平民，黃福屢次裁抑。馬騏不服即妄稱黃福謀反，朱棣查明后不予追問。黃福在交趾任官十九年，離任時，交趾民眾號泣相扶送別。

### 洪熙宣德年間
明仁宗即位后，黃福被召還，任兼管詹事府事，并輔助太子朱瞻基。仁宗駕崩后，其督工獻陵。宣德元年，馬騏因虐民而激起交阯民變。當時陳洽以兵部尚書代替黃福管理交趾，其屢次上奏乞求黃福回任巡撫。當時黃福正奉使南京，宣宗下敕稱：“卿惠愛交人久，交人思卿，其為朕再行。”於是以工部尚書兼詹事頭銜，負責交趾地區承宣布政使司、提刑按察使司事。而其剛到時，柳升戰敗而亡，黃福逃走。在到達雞陵關時，被當地義兵逮捕，黃福欲自殺。交趾叛軍拜下哭泣道：“您是交趾的父母官。如果您當時沒走，我們這些人也不至於走到這一步。”黎利聽後亦稱：“中國派遣的交趾官員，如果人人都如黃尚書這樣，我們又怎會謀反？”於是派人去守護，并贈送白金糧食，送其出境外。黃福在到達龍州后，把所得之財均交公。回去后，擔任行在工部尚書。
宣德四年，其與平江伯陈瑄一同管理漕運，并商議令各地漕糧運抵淮安與瓜州，兌與衛所轉運；河南于大名府小灘兌與遮洋總海運；山東則于濟寧兌與軍運，軍運費用由百姓承當，以免除其因漕運而耽誤農忙，宣宗聽後批准該策。明朝漕運改為兑運，自此為始。次年，其陳言進行兵屯的重要性，以解決饑荒。宣宗批准，并命吏部郎中趙新等人負責管理屯田，而由黃福任總裁。此後改為行在戶部尚書。
宣德七年，宣宗在宮中瀏覽黃福呈上的《漕事便宜疏》，并向楊士奇出示，問道：“黃福的言語智慮深遠，六卿中有誰可以媲比的？”楊士奇答道：“黃福受知于太祖，正直明果，一心為國家。永樂初年，在任北京行部，其撫恤民苦；在交趾從官時，總裁藩憲。其所有成就，的確是六卿都無法比及的。黃福現在已經七十歲了，現在後進的年輕人都在公堂里做事，而黃福是四朝重臣，卻仍然朝夕奔走而勞苦，這的確不是國家優老敬賢之道啊。”宣宗聽後稱：“如果不是你說我還真不知。”楊士奇又稱：“南京為國家根本重地，先帝以儲宮監國。黃福老成忠直，無論緩急均可倚仗。”宣宗表示同意，次日命黃福任南京戶部尚書。第二年，兼掌南京兵部事。

### 正統年間
明英宗即位后，加為少保，之後參贊南京守備襄城伯李隆機務。之後，南京文臣參機務的慣例，由黃福始。李隆多用黃福建言，使得南京政肅民安。正統五年正月，黃福死於任上。年七十八歲。
黃福為人禮儀修整，不妄言笑。其為六朝官員，多有建樹。他為人正直清廉并寬恕他人，做官不為赫名而行事細無不謹。此外，黃福自奉節約，家人僅給衣食，所得俸祿，卻只用來解決賓客親戚的窮困。當初，明成祖寫出大臣十人的名字，命解縉評價，只有黃福得“秉心易直，確乎有守”而無任何貶詞。黃福參贊南京時，曾經坐李隆一側。楊士奇得知后稱：“怎麼讓重臣坐在一旁？”黃福則稱：“哪讓少保去參贊守備又怎麼說？”於是不再改變。當時李隆對待黃福非常恭敬。李隆退下后，即推黃福為上座，黃福亦不辭。楊士奇在省墓時，途徑金陵，聽聞黃福得病后趕往看望。黃福則驚稱：“您輔佐幼主，一日不可離開他左右，奈何跑到這麼遠處？”楊士奇聽後深表嘆服。當時，兵部侍郎徐琦出使安南回朝，黃福與其在南京石城門外相見。徐琦指著黃福問安南來使道：“你認識這位大人么？”其答道：“交趾的草木都知道大人之名，我又怎會不識？”黃福去世后，贈謚一直沒有，群臣紛紛議論不平。直到成化初年，才贈太保，謚忠宣。